# Jacques Vial (militaire)
Pour les articles homonymes, voir Vial.
Jacques Laurent Louis Augustin Vial, né le 9 août 1774 à Antibes dans les Alpes-Maritimes et mort le 20 mai 1852 dans cette même ville, est un général français de la Révolution et de l'Empire.

## Biographie

### Du sous-lieutenant au chef d'escadron
Il commence sa carrière le 27 octobre 1792 en tant que sous-lieutenant au 26e régiment d'infanterie de ligne, ci-devant Bresse avec lequel il effectue de 1792 à 1794 l'expédition de Sardaigne et la campagne de Corse. Blessé le 15 février 1794 durant les combats autour de Saint-Florent, il est fait prisonnier par les Anglo-paolistes. Libéré le 25 décembre 1795, il fait les campagnes de l'an IV et de l'an V à l'armée d'Italie sous les ordres de son frère Honoré Vial.
Le 9 août 1797 il est nommé lieutenant au 11e régiment de cavalerie et participe à l'expédition d'Égypte au sein de l'armée d'Orient. Blessé lors de la prise d'Alexandrie le 2 juillet 1798, il est promu capitaine le 12 août et devient aide de camp du général Lagrange le 16. Le 6 mars 1801 il devient chef d'escadron. Après son retour en France, il prend le commandement d'un escadron du 17e régiment de cavalerie qui deviendra, en 1803, le 26e régiment de dragons. Il reçoit la Légion d'honneur le 14 juin 1804.

### Général de l'Empire
Vial fait les campagnes d'Autriche en 1805, de Prusse et de Pologne en 1806 et 1807. Le 4 avril 1807 il devient colonel du 26e régiment de chasseurs à cheval puis est créé baron d'Empire le 21 décembre 1808 et officier de la Légion d'honneur le 19 septembre suivant. Passé à l'armée d'Espagne, il combat à Bilbao et lors de la bataille de Medellín avant d'être promu au grade de général de brigade le 22 juillet 1813. 
Ayant pris le commandement de la 2e brigade de la 9e division du 5e corps de cavalerie de la Grande Armée, il fait la campagne de Saxe mais retourne dans le sud de la France avec son transfert à la tête d'une brigade de la 1re division de cavalerie de l'armée des Pyrénées. Lors de la bataille d'Orthez en 1814, il commande sa brigade de cavalerie. Durant les Cent-Jours, il est à la tête de la 1re brigade de cuirassiers de la 14e division du 4e corps de cavalerie de l'armée du Nord avec laquelle il fait la campagne de Belgique. 

### Au service du roi
Après le licenciement de l'armée, il est mis en non activité et promu lieutenant-général. Commandant militaire du département des Basses-Alpes, il devient réserviste en 1836 puis élevé à la dignité de grand-officier de la Légion d'honneur le 17 décembre 1850. Il meurt à Antibes le 20 mai 1852.

## Généalogie
Fils de Sébastien Vial, procureur du Roi et de Blanche Rigues, il est le frère du général Honoré Vial. Marié, il aura une fille.